# Куцый, Павел Павлович
Па́вел Па́влович Куцый (укр. Павло Павлович Куций; 18 августа 1978, Лубны, Полтавская область, Украинская ССР, СССР) — украинский футболист, защитник клуба «Новая Жизнь».

## Биография
Воспитанник тренера ДЮСШ Александра Сердюка.
Начал профессиональную карьеру в клубе «Миргород». После играл за любительские клубы «Сула» (Лубны) и «Факел-ГПЗ» (Варва). В 2000 году попал в симферопольскую «Таврию». В чемпионате Украины дебютировал 25 марта 2000 года в матче против криворожского «Кривбасса» (2:4). Всего в «Таврии» провёл 2 года и сыграл 28 матчей. Также выступал за симферопольское «Динамо» на правах аренды. С 2004 года по 2006 год выступал за «ИгроСерис» сыграл 97 матчей и забил 4 гола.
Зимой 2007 года перешёл в ПФК «Александрия». В сезоне 2008/09 вместе с командой стал бронзовым призёром Первой лиги Украины. Всего за команду провёл 73 матча и забил 1 гол. После перешёл в команду «Новая Жизнь» из села Андреевка, которая выступает в любительском чемпионате Украины. Вместе с командой становился победителем любительского чемпионата и Суперкубка Украины среди любителей 2011.
В 2012 году как играющий тренер команды «Сула» из села Засулье выиграл чемпионат, Кубок и Суперкубок Лубенского района.